# Dariusz Zawistowski
Dariusz Rudolf Zawistowski (ur. 27 maja 1959 w Legnicy) – polski prawnik, sędzia, w latach 2015–2018 przewodniczący Krajowej Rady Sądownictwa, w latach 2016–2021 prezes Sądu Najwyższego kierujący Izbą Cywilną.

## Życiorys
W 1982 ukończył studia na Wydziale Prawa Uniwersytetu Wrocławskiego, a w 1992 ukończył studia podyplomowe z zakresu wymiaru sprawiedliwości na Uniwersytecie Jagiellońskim. W latach 1982–1984 odbywał aplikację sądową w okręgu Sądu Wojewódzkiego w Legnicy. Orzekał jako asesor sądowy w Sądzie Rejonowym w Jaworze, a od 1987 jako sędzia tego sądu. Następnie zaś pracował w Sądzie Rejonowym w Lubinie, gdzie przewodniczył wydziałowi cywilnemu. Od 1992 był sędzią Sądu Wojewódzkiego w Legnicy, również w tej jednostce kierował wydziałem cywilnym. W latach 1997–2005 był sędzią Sądu Apelacyjnego we Wrocławiu. W 2005 powołano go na sędziego Sądu Najwyższego, gdzie podjął pracę w Izbie Cywilnej.
Został także członkiem Krajowej Rady Sądownictwa, 17 listopada 2015 wybrano go na jej przewodniczącego. 30 sierpnia 2016 na mocy postanowienia wydanego przez prezydenta RP Andrzeja Dudę objął stanowisko prezesa Sądu Najwyższego kierującego Izbą Cywilną. 12 stycznia 2018 poinformował KRS, że zrezygnował z funkcji jej przewodniczącego z dniem 15 stycznia tego samego roku, tj. w dniu poprzedzającym wejście w życie przepisów nowelizacji ustawy o KRS.
Według prezydenta RP Andrzeja Dudy Dariusz Zawistowski 12 września 2018 został pełniącym obowiązki pierwszego prezesa Sądu Najwyższego. Sam Dariusz Zawistowski w odpowiedzi na tę informację stwierdził, że w jego opinii pierwszym prezesem SN pozostaje Małgorzata Gersdorf.
30 sierpnia 2021 upłynęła jego kadencja jako prezesa Sądu Najwyższego kierującego Izbą Cywilną.